# جويل ديفيس
جويل ديفيس (بالإنجليزية: Joel Davis)‏ هو لاعب كرة قاعدة أمريكي، ولد في 30 يناير 1965 في جاكسونفيل في الولايات المتحدة.